# Hardangerfele
En hardangerfele er et norsk folkemusik-instrument – en variant af violinen.
Ud over de fire strenge, som en almindelig violin har, har den 4–5 underliggende resonansstrenge. Stolen er fladere end på en almindelig violin.
Den ældste, bevarede hardangerfele er lavet i 1651 af Ole Jonsen Jaastad (1621–1694) i Ullensvang.
Isak Nilssen Botnen (1669–1759) regnes som konstruktør af den moderne hardangerfele. Han var født på gården Skaar i Hardanger. Han lavede feler med et varierende antal understrenge, oftest to, men også op til seks. Der findes stadig ca. 15 hardangerfeler, han har bygget.
Hans søn Trond Isaksen Botnen (Flatabø) lavede omkring 1000 hardangerfeler. 30–40 af dem er bevaret.
- Wikimedia Commons har flere filer relateret til Hardangerfele